# Isothiocyanate de phényle
L'isothiocyanate de phényle (PITC) est un réactif utilisé en HPLC en phase inverse. Le PITC est moins sensible que l'o - phtalaldéhyde (OPA). Le PITC,  contrairement à l'OPA, peut cependant être utilisé pour analyser les amines secondaires. Il est également connu sous le nom de réactif d'Edman et est utilisé dans la dégradation d'Edman.
Disponible dans le commerce, ce composé peut être synthétisé par la réaction de l'aniline avec du disulfure de carbone et de l'ammoniac concentré pour donner un sel de dithiocarbamate d'aniline et d'ammonium qui réagit ensuite avec le nitrate de plomb (II) pour donner l'isothiocyanate de phényle
Une autre méthode de synthèse de ce réactif implique une réaction de Sandmeyer utilisant de l'aniline, du nitrite de sodium et du thiocyanate de cuivre (I).
Le phénylisothiocyanate est également utilisé dans la synthèse du linogliride. 